# Campionati europei di atletica leggera indoor 1994
I XXIII campionati europei di atletica leggera indoor si sono svolti a Parigi, in Francia, presso il Palais Omnisports de Paris-Bercy, dall'11 al 13 marzo 1994. 

## Nazioni partecipanti
Tra parentesi, il numero di atleti partecipanti per nazione.
- Armenia (2)
- Austria (8)
- Belgio (18)
- Bielorussia (12)
- Bosnia ed Erzegovina (1)
- Bulgaria (13)
- Rep. Ceca (18)
- Cipro (1)
- Croazia (2)
- Danimarca (4)
- Estonia (4)
- Finlandia (10)
- Francia (47)

- Georgia (1)
- Germania (55)
- Grecia (11)
- Irlanda (3)
- Islanda (2)
- Israele (4)
- Italia (29)
- Lettonia (6)
- Lituania (3)
- Macedonia (1)
- Moldavia (6)
- Norvegia (7)
- Paesi Bassi (12)

- Polonia (13)
- Portogallo (9)
- Regno Unito (31)
- Romania (21)
- Russia (42)
- Slovacchia (6)
- Slovenia (4)
- Spagna (25)
- Svezia (24)
- Svizzera (9)
- Turchia (4)
- Ucraina (18)
- Ungheria (10)

## Risultati

### Uomini
| Specialità | Oro                 | Prestazione | Argento              | Prestazione | Bronzo                  | Prestazione |
| Corse piane |                     |             |                      |             |                         |             |
| 60 metri | Colin Jackson       | 6"49        | Alexandros Terzian   | 6"51        | Michael Rosswess        | 6"54        |
| 200 metri | Daniel Sangouma     | 20"68       | Vladyslav Dolohodin  | 20"76       | Georgios Panayotopoulos | 20"99       |
| 400 metri | Du'aine Ladejo      | 46"53       | Mikhail Vdovin       | 46"56       | Rico Lieder             | 46"82       |
| 800 metri | Andrey Loginov      | 1'46"38     | Luis Javier González | 1'46"69     | Ousmane Diarra          | 1'47"18     |
| 1.500 metri | David Strang        | 3'44"57     | Branko Zorko         | 3'44"64     | Abdelkader Chékhémani   | 3'44"65     |
| 3.000 metri | Kim Bauermeister    | 7'52"34     | Ovidiu Olteanu       | 7'52"37     | Rod Finch               | 7'53"99     |
| Corse a ostacoli |                     |             |                      |             |                         |             |
| 60 metri ostacoli | Colin Jackson       | 7"41        | Gheorghe Boroi       | 7"57        | Mike Fenner             | 7"58        |
| Corse su strada |                     |             |                      |             |                         |             |
| 5 km marcia | Mikhail Shchennikov | 18'34"32    | Ronald Weigel        | 18'40"32    | Denis Langlois          | 18'43"20    |
| Salti |                     |             |                      |             |                         |             |
| Salto in alto | Dalton Grant        | 2,37 m      | Jean-Charles Gicquel | 2,35 m      | Wolf-Hendrik Beyer      | 2,33 m      |
| Salto con l'asta | Pëtr Bоčkаrëv       | 5,90 m      | Jean Galfione        | 5,80 m      | Igor' Trandenkov        | 5,75 m      |
| Salto in lungo | Dietmar Haaf        | 8,15 m      | Kostas Koukodimos    | 8,09 m      | Bogdan Tudor            | 8,07 m      |
| Salto triplo | Leonid Voloshin     | 17,44 m     | Denis Kapustin       | 17,35 m     | Vasiliy Sokov           | 17,31 m     |
| Lanci |                     |             |                      |             |                         |             |
| Getto del peso | Aleksandr Bagach    | 20,66 m     | Dragan Perić         | 20,55 m     | Pétur Guðmundsson       | 20,04 m     |
| Prove multiple |                     |             |                      |             |                         |             |
| Eptathlon | Christian Plaziat   | 6268 p.     | Henrik Dagård        | 6119 p.     | Alain Blondel           | 6084 p.     |
| record mondiale; record mondiale stagionale; record europeo; record europeo stagionale; record dei campionati; record nazionale; record personale; record personale stagionale. |                     |             |                      |             |                         |             |

### Donne
| Specialità | Oro                    | Prestazione | Argento                | Prestazione | Bronzo             | Prestazione |
| Corse piane |                        |             |                        |             |                    |             |
| 60 metri | Nelli Cooman           | 7"17        | Melanie Paschke        | 7"19        | Patricia Girard    | 7"19        |
| 200 metri | Galina Malchugina      | 22"41       | Silke Knoll            | 22"96       | Jacqueline Poelman | 23"43       |
| 400 metri | Svetlana Goncharenko   | 51"62       | Tat'jana Alekseeva     | 51"77       | Viviane Dorsile    | 51"92       |
| 800 metri | Natalya Dukhnova       | 2'00"42     | Ella Kovacs            | 2'00"49     | Carla Sacramento   | 2'01"12     |
| 1.500 metri | Yekaterina Podkopayeva | 4'06"46     | Lyudmila Rogachova     | 4'06"60     | Małgorzata Rydz    | 4'06"98     |
| 3.000 metri | Fernanda Ribeiro       | 8'50"47     | Margareta Keszeg       | 8'55"61     | Anna Brzezińska    | 8'56"90     |
| Corse a ostacoli |                        |             |                        |             |                    |             |
| 60 metri ostacoli | Yordanka Donkova       | 7"85        | Eva Sokolova           | 7"89        | Anne Piquereau     | 7"91        |
| Corse su strada |                        |             |                        |             |                    |             |
| 3 km marcia | Annarita Sidoti        | 11'54"32    | Beate Gummelt          | 11'56"01    | Yelena Arshintseva | 11'57"48    |
| Salti |                        |             |                        |             |                    |             |
| Salto in alto | Stefka Kostadinova     | 1,98        | Desislava Aleksandrova | 1,96        | Sigrid Kirchmann   | 1,94        |
| Salto in lungo | Heike Drechsler        | 7,06 m      | Ljudmila Ninova        | 6,78 m      | Inessa Kravets     | 6,72 m      |
| Salto triplo | Inna Lasovskaya        | 14,88 m     | Anna Biryukova         | 14,72 m     | Sofiya Bozhanova   | 14,52 m     |
| Lanci |                        |             |                        |             |                    |             |
| Getto del peso | Astrid Kumbernuss      | 19,44 m     | Larisa Peleshenko      | 19,16 m     | Svetla Mitkova     | 19,09 m     |
| Prove multiple |                        |             |                        |             |                    |             |
| Pentathlon | Larisa Turchinskaya    | 4801 p.     | Rita Ináncsi           | 4775 p.     | Urszula Włodarczyk | 4668 p.     |
| record mondiale; record mondiale stagionale; record europeo; record europeo stagionale; record dei campionati; record nazionale; record personale; record personale stagionale. |                        |             |                        |             |                    |             |

## Medagliere
Legenda
     Paese ospitante
| Posizione | Paese                | Oro | Argento | Bronzo | Totale |
| --------- | -------------------- | --- | ------- | ------ | ------ |
| 1         | Russia               | 9   | 7       | 3      | 19     |
| 2         | Regno Unito          | 5   | 0       | 2      | 7      |
| 3         | Germania             | 4   | 4       | 3      | 11     |
| 4         | Francia              | 2   | 2       | 7      | 11     |
| 5         | Bulgaria             | 2   | 1       | 2      | 5      |
| 6         | Grecia               | 1   | 2       | 1      | 4      |
| 7         | Ucraina              | 1   | 1       | 1      | 3      |
| 8         | Portogallo           | 1   | 0       | 1      | 2      |
| 9         | Bielorussia          | 1   | 0       | 0      | 1      |
| 9         | Italia               | 1   | 0       | 0      | 1      |
| 11        | Romania              | 0   | 4       | 1      | 5      |
| 12        | Austria              | 0   | 1       | 1      | 2      |
| 13        | Croazia              | 0   | 1       | 0      | 1      |
| 13        | Ungheria             | 0   | 1       | 0      | 1      |
| 13        | Bosnia ed Erzegovina | 0   | 1       | 0      | 1      |
| 13        | Spagna               | 0   | 1       | 0      | 1      |
| 13        | Svezia               | 0   | 1       | 0      | 1      |
| 18        | Polonia              | 0   | 0       | 3      | 3      |
| 19        | Islanda              | 0   | 0       | 1      | 1      |
| 19        | Paesi Bassi          | 0   | 0       | 1      | 1      |
| Totale    | Totale               | 27  | 27      | 27     | 81     |